# 작은투코투코
작은투코투코(Ctenomys minutus)는 투코투코과에 속하는 설치류의 일종이다. 땅을 파는 작은 포유류로 볼리비아와 브라질에서 발견된다.